# Agenda, Kansas
Agenda är en ort i Republic County i Kansas. Vid 2010 års folkräkning hade Agenda 68 invånare.